# 燃えよ体育会系高校生!
燃えよ体育会系高校生!（もえよたいいくかいけいこうこうせい）は、BSスポーツ専門チャンネルJ SPORTSで放送される、全国高等学校総合体育大会中継のタイトルである。正確には「燃えよ体育会系高校生!」の後ろに大会の愛称が付く。（2012年なら「燃えよ体育会系高校生!2012北信越かがやき総体」）

## 概要
J SPORTSでの高校総体中継は2005年より開始。初年度はサッカー競技の準決勝・決勝戦を生中継で放送。
2006年はサッカーに加え、男子バレーボール、男子バスケットボールの各決勝戦も加わり、大会後には一部競技のハイライトも開始した。
だが、2007年からは編成の都合より中継はサッカー・バレーボールのみとなり、同日録画に変更となった。また、バレーボールは年度によって男子・女子いずれかの決勝を中継。
2009年は女子バスケットボール決勝戦が追加され、ハイライトも扱う競技が増加した。
2010年は卓球団体戦も中継。
2012年は男女バスケ、男子サッカー、女子バレーそれぞれの決勝を中継。
冬季大会もフィギュアスケートを放送。
J SPORTSオンデマンドでも配信。

## 番組で扱う競技
2012年大会
- サッカー
- バレーボール
- バスケットボール

ハイライト
- 自転車競技（トラック）
- 弓道
- バドミントン
- カヌー
- 新体操